# هوندا إل 700
هوندا إل 700 (بالإنجليزية: Honda L700)‏ هي سيارة من طراز شاحنة من تصنيع شركة هوندا موتورز اليابانية. بدأ تصنيعها لأول مرة سنة 1965.